# پووس دآلپاگو
پووس دآلپاگو (به ایتالیایی: Puos d'Alpago) یک کومونه در ایتالیا است که در استان بلونو واقع شده‌است. پووس دآلپاگو ۱۳٫۸ کیلومتر مربع مساحت و ۲٬۳۶۵ نفر جمعیت دارد.